# 博加塔亚河 (鄂霍次克海)
博加塔亚河（俄語：Река Богатая）或松村川（日语：／）是萨哈林州斯米爾內赫區的河流，源起斜山以北，长47公里，流域面积261平方公里，注入鄂霍次克海。

## 引用
1. ↑  . Публичная кадастровая карта.   [2012-04-27]. （原始内容存档于2020-03-13）.
2. ↑  М·Г·瓦西科夫斯基. . 列宁格勒: 气象出版社. 1973 （俄语）.
3. ↑  . 国家水登记处 （俄语）.